# Kader Kohou
Kader Kohou (geboren am 28. November 1998 in Abidjan, Elfenbeinküste) ist ein ivorisch-amerikanischer American-Football-Spieler auf der Position des Cornerbacks. Er spielte College Football für die Texas A&M University–Commerce. Seit 2022 steht Kohou bei den Miami Dolphins in der National Football League (NFL) unter Vertrag.

## Frühe Jahre und College
Kohou wurde in Abidjan in der Elfenbeinküste geboren, seine Muttersprache ist Französisch. Sein Vater erhielt im Rahmen der US-amerikanischen Green-Card-Lotterie die Möglichkeit, mit seiner Familie in die Vereinigten Staaten zu ziehen. Daher wuchs Kohou ab dem Alter von neun Jahren in Euless, einem Vorort von Dallas in Texas, auf. Dort lernte er Englisch und begann in der achten Klasse, als Wide Receiver Football zu spielen. Mit dem Übergang auf die Highschool wechselte er auf die Position des Cornerbacks, auf der er an der Trinity High School in Euless spielte. Er erhielt wenig Beachtung von College-Football-Programmen und erhielt erst spät ein Stipendium von der Texas A&M University–Commerce, nachdem er den Defensive-Line-Coach des dortigen Footballteams via Twitter kontaktiert hatte und ihm Highlightvideos aus seiner Highschoolzeit gezeigt hatte. Nach einem Redshirtjahr spielte Kohou von 2017 bis 2021 für die Texas A&M–Commerce Lions vier Spielzeiten lang in 44 Spielen – die Saison 2020 fiel aufgrund der COVID-19-Pandemie für die Lions aus – in der Lone Star Conference der NCAA Division II und gewann mit seinem Team 2017 die nationalen Meisterschaften in der Division II. Er entwickelte sich zu einem der besten Spieler in seiner Conference und wurde zweimal in deren All-Star-Team gewählt sowie 2021 als bester Defensive Back ausgezeichnet. Neben seiner Position als Cornerback wurde er als Kick Returner eingesetzt.

## NFL
Kohou wurde im NFL Draft 2022 nicht ausgewählt und anschließend als Undrafted Free Agent von den Miami Dolphins unter Vertrag genommen. Er erhielt von den Dolphins 130.000 US-Dollar in Garantien und wurde für den 53-Mann-Kader für die Regular Season berücksichtigt, womit er im Rahmen eines Dreijahresvertrages im Wert von 2,6 Millionen Dollar für Miami spielt. Laut Pro Football Reference ist Kohou der zweite in der Elfenbeinküste geborene NFL-Spieler, zuvor spielte nur Amos Zereoué von 1999 bis 2005 als Runningback in der Liga. Kohou gab sein NFL-Debüt am ersten Spieltag gegen die New England Patriots. Beim 20:7-Sieg kam er bei 18 defensiven Snaps zum Einsatz und zeigte mit drei Tackles, davon einem für Raumverlust, einem verhinderten Pass sowie einem erzwungenen Fumble gegen New Englands Nelson Agholor eine überzeugende Leistung. Daraufhin sah er in den folgenden Partien mehr Spielzeit und war ab dem dritten Spieltag mit über drei Viertel aller Spielzüge fester Bestandteil der Defensive der Dolphins. Am sechsten und am siebten Spieltag fehlte Kohou verletzungsbedingt. Am 16. Spieltag gelang ihm gegen die Green Bay Packers seine erste Interception in der NFL. Kohou war der Undrafted Free Agent mit der meisten Spielzeit in der Saison 2022. Er erzielte 72 Tackles und verhinderte zehn Pässe. In der Saison 2023 war Kohou zunächst Stammspieler, wurde aber in der zweiten Saisonhälfte nach der Rückkehr des zuvor verletzten Jalen Ramsey eher als Rotationsspieler eingesetzt. Kohou verzeichnete 63 Tackles, einen Sack und zehn abgewehrte Pässe, zudem konnte er einen Fumble erobern.
In der Saison 2024 bestritt Kohou 15 Spiele, davon neun als Starter, und verzeichnete 45 Tackles und 8 verteidigte Pässe. Beim Saisonauftakt gegen die Jacksonville Jaguars eroberte er einen Fumble von Runningback Travis Etienne. In Woche 3 gelang ihm eine Interception gegen den Quarterback der Seattle Seahawks, Geno Smith. In Woche 15 half seine Interception gegen Brock Purdy von den San Francisco 49ers bei noch 2:00 Minuten verbleibender Spielzeit, den 29:17-Sieg abzusichern. Am 8. März 2025 wurde sein Vertrag um ein Jahr verlängert.
Beim ersten öffentlichen Training in der Vorbereitung auf die Saison 2025 zog Kader Kohou sich am 26. Juli 2025 eine schwere Knieverletzung zu, die den Ausfall der kompletten Saison nach sich zog.

### NFL-Statistiken
| Saison                             | Saison | Spiele | Spiele      | Tackles | Tackles | Tackles | Tackles | Interceptions | Interceptions | Interceptions | Interceptions | Interceptions | Fumbles | Fumbles | Fumbles |
| Jahr                               | Team   | Spiele | als Starter | Gesamt  | Solo    | Ast     | Sacks   | PD            | INT           | Yds           | Lng           | TD            | FF      | FR      | TD      |
| ---------------------------------- | ------ | ------ | ----------- | ------- | ------- | ------- | ------- | ------------- | ------------- | ------------- | ------------- | ------------- | ------- | ------- | ------- |
| 2022                               | MIA    | 15     | 13          | 72      | 63      | 9       | 0,0     | 10            | 1             | 0             | 0             | 0             | 1       | 0       | 0       |
| 2023                               | MIA    | 17     | 16          | 63      | 52      | 11      | 1,0     | 10            | 0             | 0             | 0             | 0             | 0       | 1       | 0       |
| 2024                               | MIA    | 15     | 9           | 45      | 33      | 12      | 0,0     | 8             | 2             | 2             | 2             | 0             | 1       | 1       | 0       |
| Gesamt                             | Gesamt | 47     | 38          | 180     | 148     | 32      | 1,0     | 28            | 3             | 2             | 2             | 0             | 2       | 2       | 0       |
| Quelle: pro-football-reference.com |        |        |             |         |         |         |         |               |               |               |               |               |         |         |         |